# Le Maître de la terreur
Série Super Polar
Le Jeu du diable
(1993) La Septième Victime du tueur de Bristol
(1993)
Pour plus de détails, voir Fiche technique et Distribution.
Le Maître de la terreur (Il maestro del terrore) est un téléfilm giallo franco-italien réalisé par Lamberto Bava en 1989 pour la collection Alta tensione de Reteitalia.
En France, Le Maître de la terreur est un Super Polar de La Cinq. Il est finalement diffusé dans Les Jeudis de l'angoisse en 1993 sur M6. La première diffusion italienne a lieu le 28 juin 1999  sur Italia 1.

## Synopsis
Le protagoniste du film est un réalisateur de films d'horreur qui utilise le pseudonyme Omen (du mot latin pour « présage »). Lors du tournage de son dernier film, il fait renvoyer l'un de ses collaborateurs et anciens amis. La vengeance de ce dernier ne se fera pas attendre. Ainsi, le réalisateur fera bientôt la connaissance de l'horreur qu'il décrit dans ses films et, cette fois, sa famille sera également perdante.

## Fiche technique
- Titre français : Le Maître de la terreur[2]
- Titre original italien : Il maestro del terrore[3]
- Réalisateur : Lamberto Bava, assisté de Ferzan Özpetek
- Scénario : Dardano Sacchetti, Ira Goldman
- Photographie : Gianfranco Transunto
- Montage : Daniele Alabiso (it)
- Musique : Simon Boswell
- Décors : Antonello Geleng
- Production : Lamberto Bava, Andrea Piazzesi
- Société de production : Reteitalia
- Pays de production :  Italie
- Langue originale : italien
- Format : Couleur - 1,33:1 - Son stéréo - 35 mm
- Durée : 87 minutes
- Genre : Giallo
- Date de sortie :
  - France : 1993 (Les Jeudis de l'angoisse sur M6), rediffusion le 18 janvier 1996 sur M6[4]
  - Italie : 28 juin 1999 (Italia 1)
- Interdit aux moins de 12 ans

## Distribution
- Tomas Arana : Vincent Omen
- Carole André : Betty
- David Brandon (en) : Paul Hillary
- Ulysse Minervini : Eddie Felson
- Joyce Pitti : Susan
- Marina Viro (it) : Magda Ruth
- Virginia Bryant : intervieweur
- Pascal Druant : Philip Mosis
- Augusto Poderosi : homme mécanique

## Diffusion
Ce Super Polar destiné à La Cinq a finalement été diffusé pour la première fois en France dans Les Jeudis de l'angoisse en 1993 sur M6. Rediffusion diffusé le 18 janvier 1996 sur M6.
En Italie, c'est l'un des quatre téléfilms de la collection Alta tensione, avec Témoin oculaire, L'homme qui ne voulait pas mourir et Le Jeu du diable, produits par Reteitalia pour Fininvest en 1989.
Dans son pays d'origine, le téléfilm n'a pas été diffusé à la télévision au moment de sa production en raison de la violence de certaines scènes. Le film est donc resté inédit pendant une bonne dizaine d'années, jusqu'à sa première diffusion sur Italia 1 le 28 juin 1999. En 2007, l'intégralité de la série a été diffusée sur la chaîne satellitaire Zone Fantasy.